# Ilmet
Ilmet – biurowiec w dzielnicy Wola w Warszawie, przy alei Jana Pawła II 15, przy rondzie ONZ. 

## Opis
Budynek został wzniesiony w latach 1995–1997. Inwestorem była austriacka firma Ilbau, a projektantami Miljenko Dumenčić oraz Mirosław Kartowicz. Większość powierzchni zajmują biura, na dwóch najniższych piętrach znajdują się punkty usługowe. Trzykondygnacyjny parking podziemny może pomieścić 182 samochody.
W holu głównym budynku znajduje się podświetlana plastikowa tuba zawierająca akt położenia kamienia węgielnego z 12 czerwca 1995 roku, polskie i austriackie dzienniki oraz kilka polskich banknotów sprzed denominacji.
Charakterystycznym elementem budynku było obracające się logo spółki Mercedes-Benz na dachu (zostało zdemontowane w 2021 roku). Na fasadzie znajduje się również tablica upamiętniająca 50-lecie Organizacji Narodów Zjednoczonych, co stanowi nawiązanie do nazwy ronda.
W marcu 2011 pojawiły się informacje o planach szwajcarskiego UBS, właściciela budynku, dotyczących zburzenia wieżowca i postawienia w jego miejsce większego budynku. Plany te zostały potwierdzone w listopadzie tego samego roku – projekt duńskiej pracowni architektonicznej Schmidt Hammer Lassen został zwycięzcą konkursu na budynek w tym miejscu. 188-metrowy wieżowiec Warsaw One ma oferować ok. 60 000 m² powierzchni biurowej, a jego budowę pierwotnie planowano w latach 2012–2016, w czym przeszkodził światowy kryzys gospodarczy. W 2016 roku nieruchomość kupiła spółka Skanska.
Od 2016 roku powierzchnia biurowa w budynku nie jest wynajmowana. W lipcu 2021 rozpoczęły się wyburzenia wewnątrz biurowca. W 2022 w budynku powstał Ośrodek Wsparcia Uchodźców Rondo ONZ w związku z ukraińskim kryzysem uchodźczym.
W grudniu 2023 roku właściciel nieruchomości spółka Skanska ponownie poinformowała o planowanym wyburzeniu budynku.